# تپه چهارطاق ۱
تپه چهارطاق ۱ مربوط به، سده‌های اولیه میانی دوران‌های تاریخی پس از اسلام است و در شهرستان بروجرد، بخش اشترینان، دهستان بردسرده، روستای دهریز واقع شده و این اثر در تاریخ ۲۸ اسفند ۱۳۸۵ با شمارهٔ ثبت ۱۸۳۴۶ به‌عنوان یکی از آثار ملی ایران به ثبت رسیده‌است.